# 張正蒙
張正蒙（1476年—？年），字亨甫，山東濟南府濱州人，軍籍。

## 生平
治《書經》，行二，由國子生中式山東鄉試第二十七名舉人，年三十三歲中式正德三年（1508年）戊辰科會試第二百三十九名，第二甲第二十七名進士。初授刑部主事，历工部员外、郎中、陕西漢中府知府。

## 家族
曾祖张大公。祖张彦名。父张熙，典史。母劉氏；生母李氏。具庆下。兄輔。